# Volta a Cataluña 1976
La Volta a Cataluña de 1976 fue 56.ª edición de la Volta a Cataluña, que se disputó en 7 etapas del 8 al 15 de septiembre de 1976 con un total de 1233,1 km. El vencedor final fue el aragonés Enrique Martínez Heredia del equipo Kas por delante Ronald De Witte del Brooklyn, y de Agustín Tamames del Super Ser.
La cuarta y la séptima etapa estaban divididas en dos sectores. Hubo dos contrarrelojes individuales, una al Prólogo de Amposta y la otra al primer sector de la séptima la etapa.
Enrique Martínez Heredia ganó la "Volta" en el primer año de su carrera profesional. Se llevó el triunfo final, a pesar de no ganar ninguna etapa.

## Etapas
| Etapa   | Fecha            | Ciudades de etapa                    | km    | Vencedor de la etapa | Líder de la general      |
| ------- | ---------------- | ------------------------------------ | ----- | -------------------- | ------------------------ |
| Prólogo | 8 de septiembre  | Circuito por Amposta (CRI)           | 4,7   | Roger De Vlaeminck   | Roger De Vlaeminck       |
| 1ª      | 9 de septiembre  | Amposta – Almacellas                 | 204,0 | Marino Basso         | Roger De Vlaeminck       |
| 2ª      | 10 de septiembre | Almacellas – Sort                    | 192,0 | Roger De Vlaeminck   | Roger De Vlaeminck       |
| 3ª      | 11 de septiembre | Oliana – Mollet del Vallés           | 155,0 | Ronald De Witte      | Enrique Martínez Heredia |
| 4ª A    | 12 de septiembre | Circuito por las Ramblas (Barcelona) | 41,4  | Roger De Vlaeminck   | Enrique Martínez Heredia |
| 4ª B    | 12 de septiembre | Mollet del Vallés - Manresa          | 113,0 | Alfredo Chinetti     | Enrique Martínez Heredia |
| 5ª      | 13 de septiembre | Manresa - Alto del Cortijo Nuevo     | 209,0 | José Enrique Cima    | Enrique Martínez Heredia |
| 6ª      | 14 de septiembre | Playa de Aro – Cerro del Hombre      | 150,0 | José Enrique Cima    | Enrique Martínez Heredia |
| 7.ª A   | 15 de septiembre | San Celoni – Argentona (CRI)         | 31,0  | Fausto Bertoglio     | Enrique Martínez Heredia |
| 7.ª B   | 15 de septiembre | Mataró – Sitges                      | 133,0 | Pierino Gavazzi      | Enrique Martínez Heredia |

### Prólogo[1]
08-09-1976: Circuito por Amposta, 4,7 km. (CRI):
|   | Ciclista           | Equipo    | Tiempo |
| - | ------------------ | --------- | ------ |
| 1 | Roger De Vlaeminck | Brooklyn  | 6' 13" |
| 2 | Javier Elorriaga   | Super Ser | + 03"  |
| 3 | Josep Pesarrodona  | Kas       | + 06"  |

|   | Ciclista           | Equipo    | Tiempo |
| - | ------------------ | --------- | ------ |
| 1 | Roger De Vlaeminck | Brooklyn  | 6' 13" |
| 2 | Javier Elorriaga   | Super Ser | + 03"  |
| 3 | Josep Pesarrodona  | Kas       | + 06"  |

### 1ª etapa[2]
09-09-1976: Amposta – Almacellas, 204,0:
|   | Ciclista           | Equipo         | Tiempo     |
| - | ------------------ | -------------- | ---------- |
| 1 | Marino Basso       | Furzi-Vibor    | 5h 36' 10" |
| 2 | Roger De Vlaeminck | Brooklyn       | m. t.      |
| 3 | Pierino Gavazzi    | Jollj Ceramica | m. t.      |

|   | Ciclista           | Equipo    | Tiempo     |
| - | ------------------ | --------- | ---------- |
| 1 | Roger De Vlaeminck | Brooklyn  | 5h 42' 23" |
| 2 | Javier Elorriaga   | Super Ser | + 03"      |
| 3 | Josep Pesarrodona  | Kas       | + 06"      |

### 2ª etapa[3]
10-09-1976: Almacellas – Sort, 192,0 km.:
|   | Ciclista           | Equipo    | Tiempo     |
| - | ------------------ | --------- | ---------- |
| 1 | Roger De Vlaeminck | Brooklyn  | 5h 33' 53" |
| 2 | Domingo Perurena   | Kas       | m. t.      |
| 3 | Pedro Torres       | Super Ser | m. t.      |

|   | Ciclista           | Equipo                 | Tiempo      |
| - | ------------------ | ---------------------- | ----------- |
| 1 | Roger De Vlaeminck | Brooklyn               | 11h 16' 16" |
| 2 | José Enrique Cima  | Novostil-Transmallorca | + 11"       |
| 3 | Pedro Torres       | Super Ser              | + 14"       |

### 3ª etapa[4]
11-09-1976: Oliana – Mollet del Vallés, 155,0 km.:
|   | Ciclista                 | Equipo      | Tiempo     |
| - | ------------------------ | ----------- | ---------- |
| 1 | Ronald De Witte          | Brooklyn    | 3h 50' 22" |
| 2 | Enrique Martínez Heredia | Kas         | m. t.      |
| 3 | Marino Basso             | Furzi-Vibor | +3' 20"    |

|   | Ciclista                 | Equipo   | Tiempo      |
| - | ------------------------ | -------- | ----------- |
| 1 | Enrique Martínez Heredia | Kas      | 15h 07' 13" |
| 2 | Ronald De Witte          | Brooklyn | + 08"       |
| 3 | Roger De Vlaeminck       | Brooklyn | +2' 45"     |

### 4ª etapa[5]
12-09-1976: Circuito por las Ramblas (Barcelona), 41,4 km.:
| Resultado de la 4ª etapa A \| \| Ciclista \| Equipo \| Tiempo \| \| - \| ------------------ \| ----------- \| ------- \| \| 1 \| Roger De Vlaeminck \| Brooklyn \| 53' 10" \| \| 2 \| Javier Elorriaga \| Super Ser \| m. t. \| \| 3 \| Marino Basso \| Furzi-Vibor \| m. t. \| |                    |             |         |
| | Ciclista           | Equipo      | Tiempo  |
| 1 | Roger De Vlaeminck | Brooklyn    | 53' 10" |
| 2 | Javier Elorriaga   | Super Ser   | m. t.   |
| 3 | Marino Basso       | Furzi-Vibor | m. t.   |

### 4ª etapa B
12-09-1976: Mollet del Vallés - Manresa, 113,0 km.:
|   | Ciclista           | Equipo         | Tiempo     |
| - | ------------------ | -------------- | ---------- |
| 1 | Alfredo Chinetti   | Jollj Ceramica | 2h 55' 28" |
| 2 | Fedor den Hertog   | Frisol         | m. t.      |
| 3 | Roger De Vlaeminck | Brooklyn       | + 11"      |

|   | Ciclista                 | Equipo   | Tiempo      |
| - | ------------------------ | -------- | ----------- |
| 1 | Enrique Martínez Heredia | Kas      | 18h 56' 02" |
| 2 | Ronald De Witte          | Brooklyn | + 08"       |
| 3 | Roger De Vlaeminck       | Brooklyn | +2' 45"     |

### 5ª etapa[6]
13-09-1976: Manresa - Alto del Cortijo Nuevo, 209,0 km. :
|   | Ciclista          | Equipo                 | Tiempo     |
| - | ----------------- | ---------------------- | ---------- |
| 1 | José Enrique Cima | Novostil-Transmallorca | 6h 13' 50" |
| 2 | Agustín Tamames   | Super Ser              | + 01"      |
| 3 | Fausto Bertoglio  | Jollj Ceramica         | m. t.      |

|   | Ciclista                 | Equipo                 | Tiempo      |
| - | ------------------------ | ---------------------- | ----------- |
| 1 | Enrique Martínez Heredia | Kas                    | 25h 10' 19" |
| 2 | Ronald De Witte          | Brooklyn               | + 08"       |
| 3 | José Enrique Cima        | Novostil-Transmallorca | + 2' 29"    |

### 6ª etapa
14-09-1976: Playa de Aro – Turó de l'Home, 155,0 km.:
|   | Ciclista           | Equipo                 | Tiempo     |
| - | ------------------ | ---------------------- | ---------- |
| 1 | José Enrique Cima  | Novostil-Transmallorca | 4h 34' 01" |
| 2 | Marcello Bergamo   | Jollj Ceramica         | m. t.      |
| 3 | Roger De Vlaeminck | Brooklyn               | m. t.      |

|   | Ciclista                 | Equipo                 | Tiempo      |
| - | ------------------------ | ---------------------- | ----------- |
| 1 | Enrique Martínez Heredia | Kas                    | 29h 44' 20" |
| 2 | Ronald De Witte          | Brooklyn               | + 1' 34"    |
| 3 | José Enrique Cima        | Novostil-Transmallorca | + 2' 29"    |

### 7ª etapa[7]
15-09-1976: San Celoni – Argentona, 31,0 km. (CRI):
| Resultado de la 7ª etapa A \| \| Ciclista \| Equipo \| Tiempo \| \| - \| ------------------------ \| -------------- \| ------- \| \| 1 \| Fausto Bertoglio \| Jollj Ceramica \| 43' 06" \| \| 2 \| Enrique Martínez Heredia \| Kas \| + 42" \| \| 3 \| Agustín Tamames \| Super Ser \| + 49" \| |                          |                |         |
| | Ciclista                 | Equipo         | Tiempo  |
| 1 | Fausto Bertoglio         | Jollj Ceramica | 43' 06" |
| 2 | Enrique Martínez Heredia | Kas            | + 42"   |
| 3 | Agustín Tamames          | Super Ser      | + 49"   |

### 7ª etapa B
15-09-1976: Mataró – Sitges, 133,0 km.:
|   | Ciclista           | Equipo         | Tiempo     |
| - | ------------------ | -------------- | ---------- |
| 1 | Pierino Gavazzi    | Jollj Ceramica | 3h 21' 46" |
| 2 | Marino Basso       | Furzi-Vibor    | m. t.      |
| 3 | Roger De Vlaeminck | Brooklyn       | m. t.      |

|   | Ciclista                 | Equipo    | Tiempo      |
| - | ------------------------ | --------- | ----------- |
| 1 | Enrique Martínez Heredia | Kas       | 33h 49' 54" |
| 2 | Ronald De Witte          | Brooklyn  | + 2' 46"    |
| 3 | Agustín Tamames          | Super Ser | + 3' 03"    |

## Clasificación General
|    | Ciclista                 | Equipo                 | Tiempo      |
| -- | ------------------------ | ---------------------- | ----------- |
|    | Enrique Martínez Heredia | Kas                    | 33h 49' 54" |
| 2  | Ronald De Witte          | Brooklyn               | + 2' 46"    |
| 3  | Agustín Tamames          | Super Ser              | + 3' 03"    |
| 4  | José Enrique Cima        | Novostil-Transmallorca | + 3' 16"    |
| 5  | Roger De Vlaeminck       | Brooklyn               | + 3' 24"    |
| 6  | Pedro Torres             | Super Ser              | + 3' 58"    |
| 7  | Jørgen Marcussen         | Furzi-Vibor            | + 4' 42"    |
| 8  | Domingo Perurena         | Kas                    | + 4' 56"    |
| 9  | Josef Fuchs              | Super Ser              | + 5' 11"    |
| 10 | Antonio Martos           | Kas                    | + 6' 03"    |

## Clasificaciones secundarias
|   | Ciclista          | Equipo                 | Puntos    |
| - | ----------------- | ---------------------- | --------- |
| 1 | José Enrique Cima | Novostil-Transmallorca | 37 puntos |
| 2 | Marcello Bergamo  | Jollj Ceramica         | 34 puntos |
| 3 | Domingo Perurena  | Kas                    | 24 puntos |

|   | Ciclista         | Equipo | Puntos    |
| - | ---------------- | ------ | --------- |
| 1 | Andrés Oliva     | Kas    | 18 puntos |
| 2 | Ventura Díaz     | Teka   | 13 puntos |
| 3 | Domingo Perurena | Kas    | 10 puntos |

|   | Ciclista           | Equipo                 | Puntos      |
| - | ------------------ | ---------------------- | ----------- |
| 1 | Roger De Vlaeminck | Brooklyn               | 46 puntos   |
| 2 | Domingo Perurena   | Kas                    | 34 puntos   |
| 3 | José Enrique Cima  | Novostil-Transmallorca | 29,5 puntos |

|   | Equipo    | Nacionalidad | Tiempo       |
| - | --------- | ------------ | ------------ |
| 1 | Kas       | España       | 101h 19' 45" |
| 2 | Super Ser | España       | + 1' 28"     |
| 3 | Brooklyn  | Italia       | + 9' 11"     |